# Сен-Жюльен-ле-Горз
Сен-Жюлье́н-ле-Горз (фр. Saint-Julien-lès-Gorze) — коммуна во французском департаменте Мёрт и Мозель, региона Лотарингия. Относится к  кантону Шамбле-Бюссьер.	

## География
Сен-Жюльен-ле-Горз расположен в 24 км к западу от Меца и в 45 км к северо-западу от Нанси. Соседние коммуны: Шамбле-Бюссьер на севере, Вавиль и Вильсе-сюр-Ма на востоке, Рамбекур-сюр-Ма на юге, Дампвиту на западе, Ажевиль на северо-западе. Между Сен-Жюльен-ле-Горз и Ажевилем находится бывшая военная авиабаза НАТО Шамбле-Бюссьер.

## Демография
Население коммуны на 2010 год составляло 162 человека.
| 1962 | 1968 | 1975 | 1982 | 1990 | 1999 | 2010 |
| ---- | ---- | ---- | ---- | ---- | ---- | ---- |
| 167  | 169  | 167  | 154  | 152  | 146  | 162  |